# Sierhy
Sierhy (błr. Сергі, Serhi; ros. Серги, Serhi) – wieś na Białorusi, w obwodzie witebskim, w rejonie postawskim. Wchodzi w skład sielsowietu Duniłowicze.

## Historia
W 1870 roku wieś w guberni wileńskiej Imperium Rosyjskiego.
W okresie międzywojennym wieś Sierhy leżała w granicach II Rzeczypospolitej w gminie wiejskiej Duniłowicze, w powiecie postawskim, w województwie wileńskim.
Według Powszechnego Spisu Ludności z 1921 roku zamieszkiwało tu 226 osób, 225 było wyznania rzymskokatolickiego a 1 prawosławnego. Jednocześnie wszyscy mieszkańcy zadeklarowali białoruska przynależność narodową. Było tu 41 budynków mieszkalnych. W 1931 w 48 domach zamieszkiwało 208 osób.
Miejscowość należała do parafii rzymskokatolickiej i prawosławnej w Duniłowiczach. Podlegała pod Sąd Grodzki w Duniłowiczach i Okręgowy w Wilnie; właściwy urząd pocztowy mieścił się w Duniłowiczach.
W 1938 roku wieś należała do gromady Kality gminy Duniłowicze.
Po agresji ZSRR na Polskę w 1939 roku wieś znalazła się w granicach BSRR. W latach 1941–1944 była pod okupacją niemiecką. Następnie leżała w BSRR. Od 1991 roku w Republice Białorusi.

## Parafia rzymskokatolicka
Parafia św. Piotra i Pawła w Sierhach leży w dekanacie postawskim diecezji witebskiej.